# Staffora
Lo Staffora è un torrente della Lombardia (64 km) che, formando l'omonima valle, attraversa in lunghezza tutta la zona dell'Oltrepò Pavese in provincia di Pavia.

## Corso

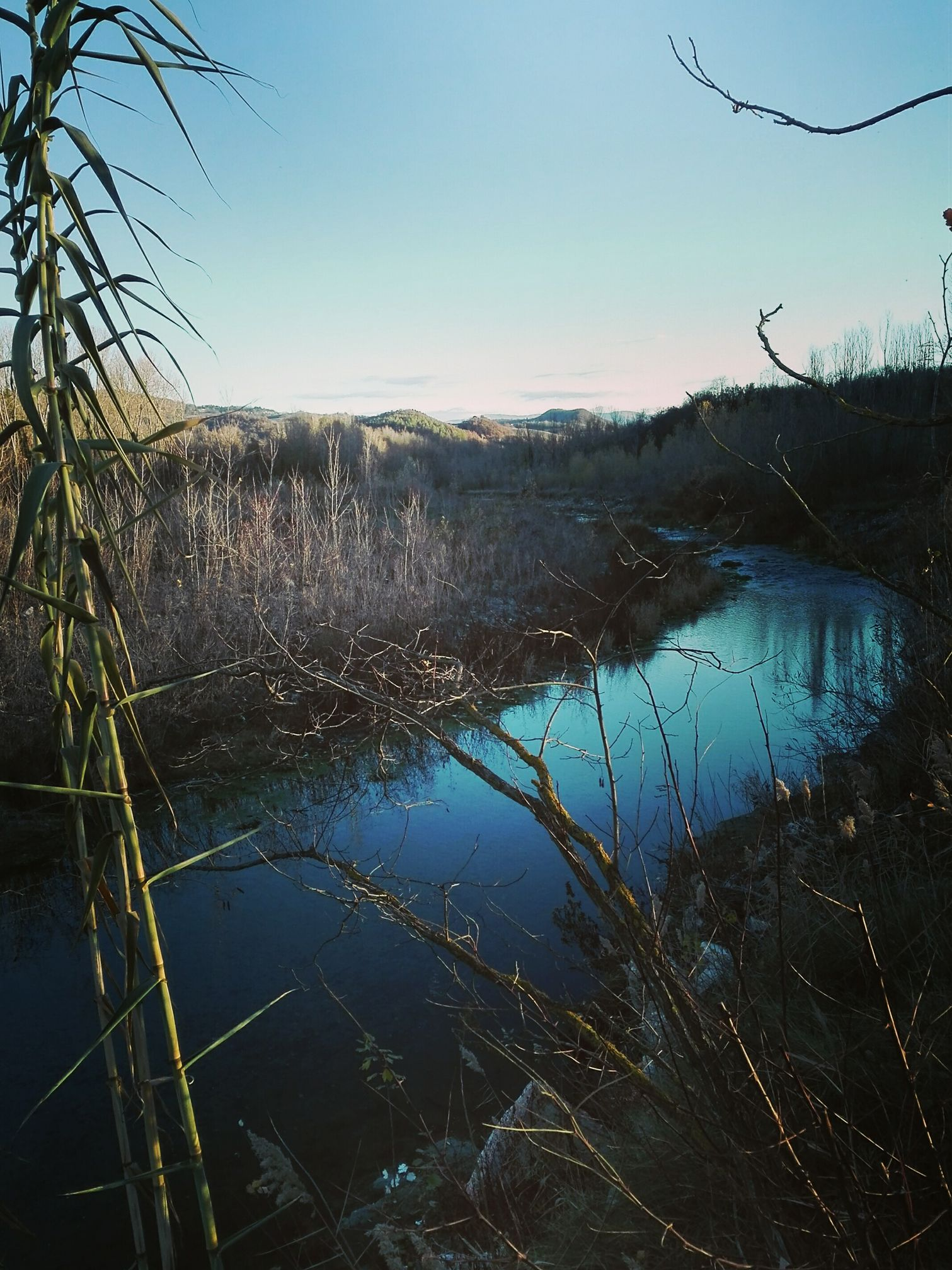
Lo Staffora lungo il suo corso presso la Rocca di Montalfeo, nel comune di Godiasco Salice Terme

Nasce dalla Fontana di San Giacomo (1343 m), nei pressi del passo del Giovà, sull'Appennino ligure scorrendo dapprima in uno stretto e angusto solco appenninico contornato da versanti molto instabili e franosi. In questo tratto riceve da destra i modesti torrenti Montagnola e Aronchio, allargando nei pressi della frazione San Martino il proprio letto in un vasto conoide alluvionale raggiungendo anche l'ampiezza di 500 m.  Da qui attraversa Varzi, cittadina situata in un'ampia conca, e ricevendo da destra il torrente Crenna e da sinistra il torrente Lella.
Presso Bagnaria il torrente gira bruscamente verso nord-ovest, bagnando il territorio di Ponte Nizza, dove riceve da destra il torrente omonimo, e poi quello Cecima. In questa zona segna per circa 3 chilometri il confine tra la Provincia di Pavia e la Provincia di Alessandria, passando lungo il comune di Pozzol Groppo. Nei pressi di Godiasco riceve da destra il suo maggior tributario, il torrente Ardivestra, e da qui bagna i centri di Salice Terme, Rivanazzano Terme e Retorbido, dove riceve le acque del torrente Rile, sboccando infine nella Pianura Padana dove sfiora la periferia est della città di Voghera immettendosi poi in un canale quasi rettilineo (probabilmente costruito dall'uomo in epoca remota). Prosegue dunque per alcuni km sino a giungere nei pressi di Cervesina dove si getta da destra nel Po.

## Regime idrologico
Il regime della Staffora è spiccatamente torrentizio, nel tratto montano e collinare ha un letto ampio e ghiaioso con acque perenni ma assai scarse (portata minima 0,7 m³/s);
al contrario, nel tratto a valle di Rivanazzano, il torrente può rimanere in secca per mesi durante la stagione estiva.
In autunno invece, in caso di forti piogge a monte, il torrente è soggetto a gonfiarsi molto rapidamente trascinando a valle una grossa quantità di detriti. Le sue rapide piene (massimo 675 m³/s) possono essere dunque anche catastrofiche.

## Storia

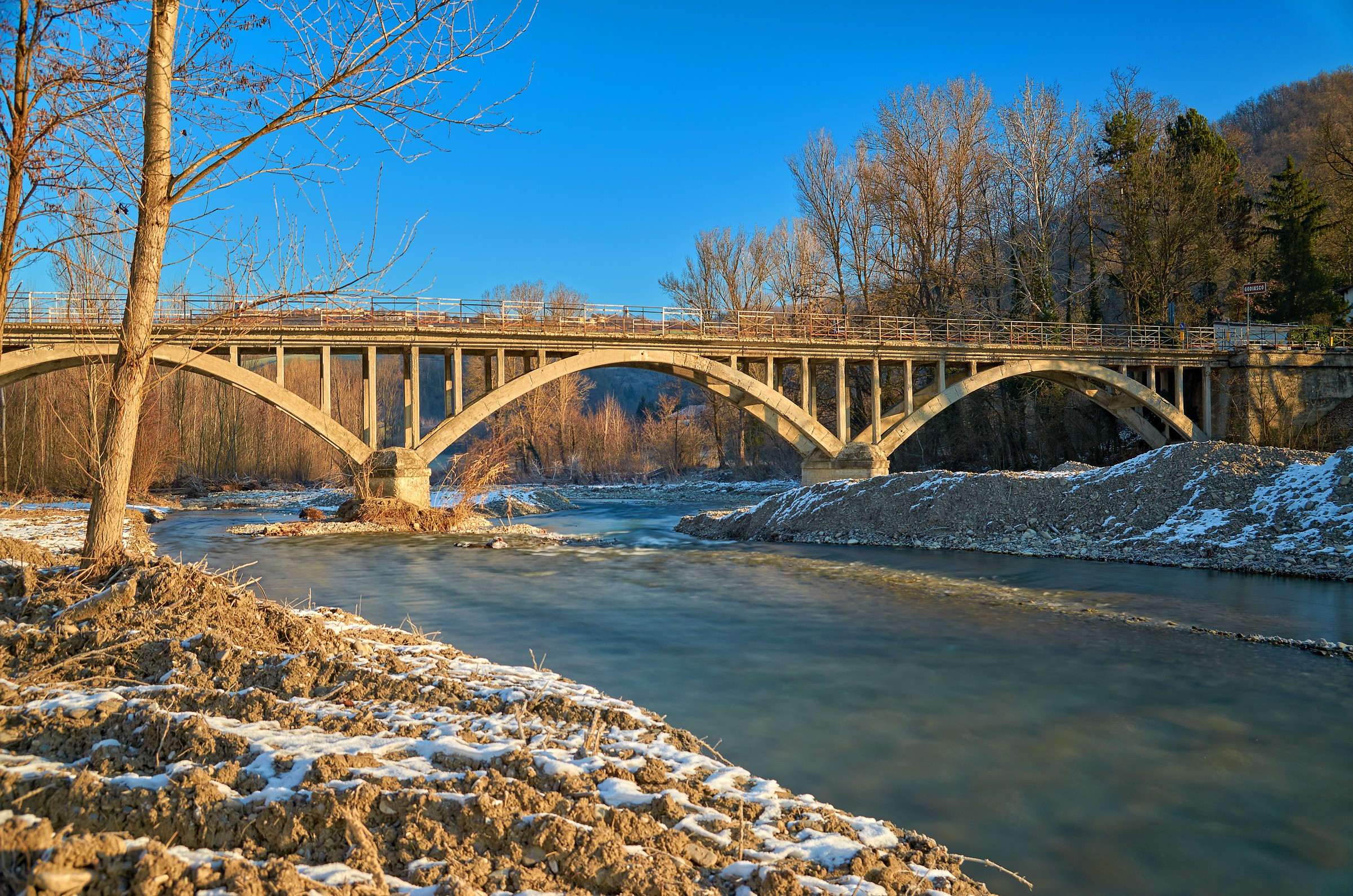
Il ponte per Biagasco

Viene identificato con l'Iria (Ira secondo Giordane) dei Romani (secondo alcuni corrispondente invece alla Scrivia). È peraltro innegabile che il nome di Voghera, città attraversata dal fiume, derivi da Vicus Iria. L'etimologia del nome Stàffora, già "Stàfula", risale alla voce longobarda "Staffal" (palo di confine, cippo), riferita dapprima a una località sul suo corso (cascina Stàffela, presso Voghera).